# Eddy Bøgh Brixen
Pour les articles homonymes, voir Bogh.
Eddy Bøgh Brixen est un spécialiste danois des technologies du son.
Eddy Bøgh Brixen est membre de l'Audio Engineering Society (AES), de la Society of Motion Picture and Television Engineers (SMPTE).

## Ouvrages
- (en) Eddy Bøgh Brixen, Metering Audio : Measurements, Standards and Audio Practice, New York, Focal Press, 2011, 2e éd. (1re éd. 2001)
- (en) Eddy Bøgh Brixen, Audio Levels and Readings, DK Technologies, 2007 (lire en ligne)